# Gmina Siedliszcze
Die Gmina Siedliszcze ist eine Stadt-und-Land-Gemeinde im Powiat Chełmski der Woiwodschaft Lublin in Polen. Ihr Sitz ist die gleichnamige Stadt mit etwa 1400 Einwohnern.

## Geschichte
Mit der Stadtrechtserhebung vom 1. Januar 2016 bekam die Gmina den Status einer Stadt-und-Land-Gemeinde.

## Gliederung
Zur Gmina Siedliszcze gehören folgende 28 Ortschaften mit einem Schulzenamt:
Adolfin
Anusin
Bezek
Bezek-Kolonia
Bezek Dębiński
Brzeziny
Chojeniec
Chojeniec-Kolonia
Dobromyśl
Kamionka
Krowica
Kulik
Kulik-Kolonia
Lechówka
Lipówki
Majdan Zahorodyński
Marynin
Mogilnica
Chojno Nowe Pierwsze
Chojno Nowe Drugie
Romanówka
Siedliszcze
Siedliszcze-Kolonia
Stare Chojno
Stasin Dolny
Wola Korybutowa Pierwsza
Wola Korybutowa Druga
Wola Korybutowa-Kolonia
Weitere Orte der Gemeinde sind Borowo, Dworki, Gliny, Jankowice, Janowica, Julianów, Siedliszcze-Osada, Wojciechów und Zabitek.